# Littlest Pet Shop (serie de televisión de 1995)
Littlest Pet Shop es una serie de televisión animada basada en la franquicia de juguetes Littlest Pet Shop lanzada por Kenner Products. La serie se estrenó el 16 de octubre de 1995 en los Estados Unidos y se distribuyó a las estaciones locales por el distribuidor Claster Television. Fue producido por Sunbow Entertainment en los Estados Unidos y Créativité & Développement y AB Productions en Francia.

## Trama
Littlest Pet Shop sigue la vida de cinco animales en miniatura que viven en una tienda de mascotas en Littlest Lane y tienen su propia casa en el árbol dentro de la tienda.

## Personajes

### Personajes principales
- Stu (con la voz de Michael Donovan): un perro azul con una personalidad torpe que resulta ser un gran comedor. Su nombre es un juego de palabras con estofado.
- Chloe (con la voz de Babs Chula): una gata púrpura sarcástica que se ha reencarnado muchas veces y su primera vida fue en el antiguo Egipto.
- Viv (con la voz de Lynda Boyd con acento británico): una coneja rosa amante de la música que canta y baila. Ella tiene una banda de acompañamiento que vive en su sombrero de copa.
- Chet (con la voz de Lee Tockar): un caballo amarillo macho que actúa como un vaquero. Su nombre es un juego de palabras con el término de la jerga Chad.
- Squeaks (efectos vocales proporcionados por Ted Cole): un mono rojo que ama los plátanos y habla en un lenguaje de mono que los otros personajes entienden.

### Recurrentes
- Elwood P. Harvey (con la voz de Ian James Corlett): un hombre que dirige la tienda de mascotas. Su nombre y apariencia son una referencia a la película Harvey.
- Delilah (con la voz de Shirley Millner): un lagarto monitor de tamaño normal que planea comerse a las mascotas y es propiedad de Elwood.
- Harriet: un loro que a menudo se une a las mascotas principales.
- Rookie (con la voz de Sarah Strange): un cachorro marrón que vive en la tienda de mascotas.
- Sergeant Butch Kowalski (con la voz de Garry Chalk): un hámster militarista verde.

Bernice: un hámster y el interés amoroso de Butch.
- Mumsy (con la voz de Kathleen Barr): arqueóloga y exploradora que es la madre de Elwood.

## Producción
Littlest Pet Shop fue animada por AKOM en Corea del Sur, KK C&D Asia en Japón y Wang Film Productions en Taiwán.

## Emisión
Littlest Pet Shop se distribuyó a estaciones locales en los Estados Unidos. La serie también se transmitió en Tiny Pop y CBBC en el Reino Unido.

## Comunicados de prensa domésticos
En 1996, Family Home Entertainment lanzó el programa en cuatro casetes de VHS, cada uno con 2 a 4 episodios. El video navideño titulado Do Not Solve Until Christmas (que contiene "Do Not Solve Until Christmas" y "Who Scrooged McRude?") se lanzó como parte de la serie Family Home Entertainment Christmas Classics.